# Aschbach (Bas-Rhin)
Aschbach ist eine französische Gemeinde mit 646 Einwohnern (Stand 1. Januar 2021) im Kanton Wissembourg im Département Bas-Rhin in der Region Grand Est (bis 2015 Elsass).

## Geografie
Aschbach liegt zwischen dem in Frankreich so genannten Gebiet der Nordvogesen und der Oberrheinischen Tiefebene, etwa 30 Kilometer südwestlich von Karlsruhe.

## Geschichte
Aschbach fusionierte am 1. Juli 1974 mit Stundwiller und Oberrœdern. Seit dem 1. Januar 1988 ist Aschbach wieder eine eigenständige Gemeinde.

## Bevölkerungsentwicklung
| 1962 | 1968 | 1975 | 1982 | 1990 | 1999 | 2006 | 2017 |
| ---- | ---- | ---- | ---- | ---- | ---- | ---- | ---- |
| 542  | 570  | 560  | 563  | 528  | 590  | 692  | 682  |

## Wappen
Wappenbeschreibung: In Schwarz drei schrägrechte goldene Wellenbalken.

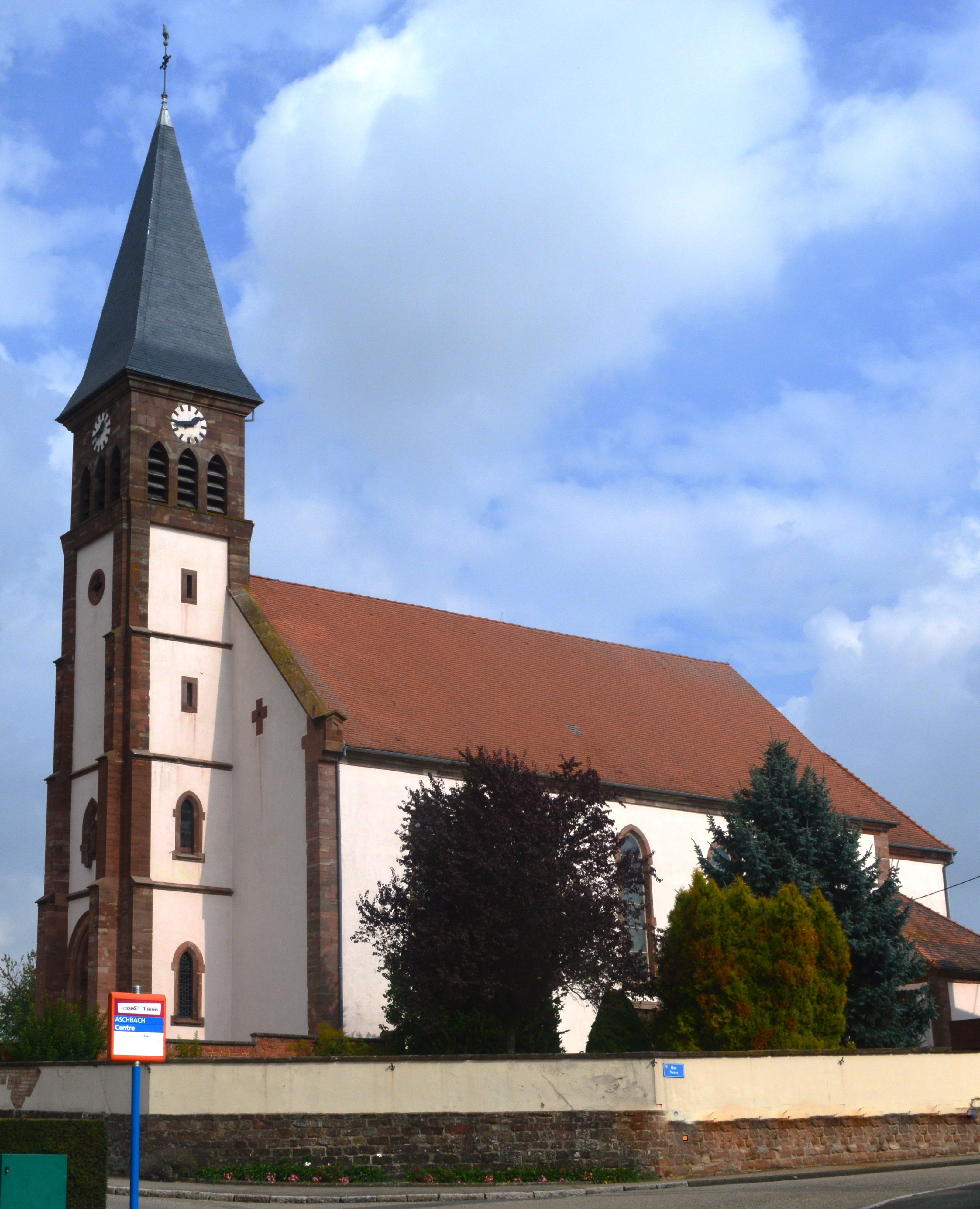
Kirche der Unbefleckten Empfängnis

## Wirtschaft
Wichtige Erwerbszweige sind die Landwirtschaft und das Kleingewerbe.